# ايمي ألين
ايمي ألين (بالإنجليزية: Amy Allen)‏ هي ممثلة أمريكية، ولدت في 24 أكتوبر 1976 في الولايات المتحدة.

## أعمال

### أفلام
- (2005) انتقام السيث

## وصلات خارجية
- ايمي ألين على موقع IMDb (الإنجليزية)
- ايمي ألين على موقع أول موفي (الإنجليزية)
- ايمي ألين على موقع قاعدة بيانات الفيلم (الإنجليزية)